# Arbeidsongevallenwet
De Arbeidsongevallenwet is de Belgische wet van 10 april 1971 die alles betreffende het arbeidsongeval in de private sector regelt. Ze werd gepubliceerd in het Belgisch Staatsblad van 24 april 1971 en trad in werking op 1 januari 1972. Deze wet werd nadien herhaaldelijk gewijzigd.
In de wet worden schadeloosstellingen, verzekeringen, aansprakelijkheid, toezicht en strafbepalingen geregeld. Tevens zijn extra bepalingen opgenomen voor zeelieden en professionele sporters.